# Rajträsket
Rajträsket är en sjö i Sorsele kommun i Lappland och ingår i Umeälvens huvudavrinningsområde. Sjön har en area på 0,215 kvadratkilometer och ligger 358,9 meter över havet. Rajträsket ligger i Vindelälven Natura 2000-område. Sjön avvattnas av vattendraget Madbäcken.

## Delavrinningsområde
Rajträsket ingår i det delavrinningsområde (727561-157233) som SMHI kallar för Utloppet av Maderträsket. Medelhöjden är 410 meter över havet och ytan är 14,65 kvadratkilometer. Det finns inga avrinningsområden uppströms utan avrinningsområdet är högsta punkten. Madbäcken som avvattnar avrinningsområdet har biflödesordning 3, vilket innebär att vattnet flödar genom totalt 3 vattendrag innan det når havet efter 312 kilometer. Avrinningsområdet består mestadels av skog (87 procent). Avrinningsområdet har 0,75 kvadratkilometer vattenytor vilket ger det en sjöprocent på 5,1 procent.